# مايير ويلشيك
مايير ويلشيك (بالعبرية: מאיר אשר וילצ'ק، من مواليد 17 أكتوبر 1935) هو عالم كيمياء حيوية إسرائيلي. وهو أستاذ بمعهد وايزمان للعلوم.